# Czuburchindżi
Czuburchindżi – wieś w Gruzji (Abchazji), w regionie Gali. W 2011 roku liczyła 3340 mieszkańców.